# دوبانووتسی
دوبانووتسی (به صربی: Dobanovci) یک منطقهٔ مسکونی در صربستان است که در Surčin واقع شده‌است. دوبانووتسی ۵۵٫۶۸ کیلومتر مربع مساحت و ۸٬۵۰۳ نفر جمعیت دارد و ۷۳ متر بالاتر از سطح دریا واقع شده‌است.